# Доброе (Московская область)
Доброе — посёлок сельского типа в Пушкинском районе Московской области России. Входит в состав сельского поселения Царёвское, 1994—2006 гг. — посёлок Царёвского сельского округа. Население — 113 чел. (2010).

## География
Расположен на севере Московской области, в восточной части Пушкинского района, примерно в 11 км к северо-востоку от центра города Пушкино и 26 км от Московской кольцевой автодороги.
К посёлку приписано пять садоводческих товариществ.
В 4 км к западу — Ярославское шоссе М8, в 2 км к северу — Московское малое кольцо А107, в 6 км к западу — линия Ярославского направления Московской железной дороги. Ближайшие населённые пункты — деревни Аксёнки, Ивошино и Старое Село.
Связан автобусным сообщением с городами Пушкино и Красноармейск.

## Население
| 2002 | 2006 | 2010 |
| ---- | ---- | ---- |
| 344  | ↘265 | ↘113 |